# 1Mobile

1Mobile

1Mobile, noto anche come UNO Mobile o Carrefour UNO Mobile, è un operatore virtuale di telefonia mobile italiano appartenente ad una joint venture tra Carrefour ed Effortel.
Nato nel 2007, opera su rete Vodafone, utilizzando il prefisso 377-3.

Carrefour Mobile

L'operatore, presente come Carrefour Mobile anche in Belgio, Francia, Grecia, Polonia e Spagna, offre la possibilità di sottoscrivere le promozioni, nei punti vendita ad insegna Carrefour, GS e Dì per Dì.

## Storia

### Belgio

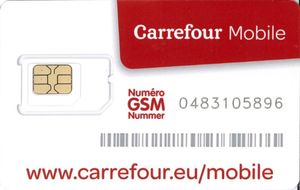
SIM di Carrefour Mobile

Nel 2006 Carrefour lancia per la prima volta il suo servizio di telefonia mobile in Belgio, in collaborazione con Effortel e utilizzando United Telecom come MVNE, sull'infrastruttura di rete di base esistente.

### Francia
In Francia l'offerta di Carrefour Mobile è stata lanciata sfruttando l'infrastruttura della rete Orange e utilizzando la società Experian come MVNE.
Il 24 settembre 2012, l'offerta si ferma in Francia ma il marchio mantiene un'offerta specifica fornita da Orange.

### Italia
Nel 2007 Carrefour viene autorizzata dal Ministero dello Sviluppo Economico ad operare come ESP MVNO sulla rete di Vodafone attraverso Effortel. L'operatore inizia la propria attività da MVNO con il marchio Carrefour UNO Mobile a partire dal 7 giugno 2007.
L'offerta di Carrefour UNO Mobile è in concorrenza con quella di A-Mobile, del gruppo Auchan.
Per le numerazioni delle proprie schede SIM a UNO Mobile è stata concessa la decade 377-3.
Dopo aver offerto per anni la connessione dati solo sulla rete 3G, il 18 settembre 2018 è stata attivata la navigazione su rete 4G con velocità limitata a 60 Mbps in download e 30 Mbps in upload; la navigazione 4G è fruibile solo su SIM a 128K, che l'operatore ha iniziato a distribuire dopo il 2014.
Il 21 marzo 2024 lancia le sue prime offerte in 5G con una velocità massima di 2 Gbps in download e 200 Mbps in upload.
Il 29 luglio 2025 entra nel mercato dell'energia lanciando la sua offerta luce e gas.